# Touches de fonction
Ne doit pas être confondu avec touche Fn.

Les touches de fonction sont les touches coloriées en orange.

Les touches de fonction sur un terminal informatique ou sur un ordinateur sont des touches, qui peuvent être programmées afin de faire effectuer des commandes du système d’exploitation ou d’un programme. Sur quelques claviers/ordinateurs, les touches de fonction peuvent avoir des actions par défaut.
Les touches de fonction sur un terminal peuvent être utilisées avec d’autres touches. Le nom des touches de fonction peut être une abréviation des actions par défaut qu’elles font ou peut avoir les désignations les plus communes comme « F-Nombre » ou « Fx ».
Le nombre de touches de fonction varie d’un ordinateur à l’autre. Sur les claviers des PC, il y a 12 touches de fonction ; les premiers modèles de PC en possédaient 10.

## Histoire
Les touches de fonction sont apparues la première fois sur le Friden Flexowriter en 1965. Elles ont ensuite été utilisées dans l’aéronautique militaire, puis en informatique.

## Sur divers claviers d’ordinateur
- Macintosh : les nouveaux Mac OS supportent des extensions du système connues généralement en tant que FKEYS qui pourraient être installés dans le dossier de système et on pourrait les utiliser avec la combinaison : Touche de commande + Shift + un nombre. La combinaison Command + Shift + 3 était la fonction de capture d’écran incluse avec le système, et a été installée comme FKEY) ; cependant, les premiers claviers de Macintosh n’ont pas supporté des touches de fonction numérotées dans le sens normal. Depuis l’introduction du Apple Extended Keyboard avec Macintosh II, cependant, des claviers avec des touches de fonction ont été disponibles, bien qu’ils ne soient pas devenus standard jusqu’au milieu des années 90. Ils n’ont pas traditionnellement été une partie de l’interface utilisateurs de Mac, et généralement sont seulement employés sur les logiciels multiplateformes. Les claviers courants de Mac incluent des touches de fonction spécialisées pour contrôler le volume. Les claviers de Mac les plus récents incluent 19 touches de fonction, mais les clefs F1‑F4 et F7‑F12 par défaut sont employées pour contrôler le volume, les médias, et Exposé.

- Les ordinateurs portables Macintosh : les touches de fonction n’étaient pas standard sur les ordinateurs portables d’Apple jusqu’à l’introduction du PowerBook 5300 et du PowerBook 190. Pour la plupart, les ordinateurs portables de Mac ont des clefs F1 jusqu’à F12, avec des fonctions prédéfinies pour certains, y compris le contrôle de volume et de la luminosité de l’écran.

- Apricot PC/Xi : six clefs non étiquetées, chacune avec un DEL qui illumine quand la touche peut être employée.

- Atari 8-bits (400/800/XL/XE) : quatre touches attribuées (Reset, Option, Select, Start) sur le côté droit ou en haut du clavier ; les modèles XL ont également eu une touche d’aide. Atari 1200XL contient quatre touches additionnelles nommé de F1 jusqu’à F4 avec des fonctions prédéfinies, principalement liées au mouvement de curseur.

- Atari ST : dix touches parallélogramme dans une rangée horizontale en haut du clavier, placé dans le cadre de clavier au lieu de réapparaître comme des touches normales.

- BBC Micro : des touches rouge et orange de F0 à F9 dans une rangée horizontale en haut des touches des nombres sur le clavier de l’ordinateur. La touche de pause, les Touches directionnelles, et la touche de copie ont pu fonctionner comme F10-F15.

- Coleco Adam : six touches de couleur brun foncé dans une rangée horizontale au-dessus des touches des chiffres, numérotées avec les chiffres romains I à VI.

- Commodore VIC-20 et Commodore 64 : F1/F2 à F7/F8 dans une rangée verticale de quatre touches placée en bas du côté droit de clavier d’ordinateur.

- Commodore 128 : essentiellement comme le VIC-20/C64, mais avec des touches de fonction grises placées dans une rangée horizontale juste au-dessus du pavé numérique du côté droit de clavier QWERTY ; il contient aussi une touche d’aide.

- Commodore Amiga : dix touches grises (F1 à F10) en une rangée de deux fois 5 touches, alignée en haut de la rangée des chiffres ; les touches de fonction sont une demi-fois plus larges que les touches ordinaires. Deux touches grises de largeur double, DEL et Help (touche d’aide), se trouvent groupées à droite de la rangée des chiffres.

- Calculatrices graphiques : en particulier ceux de Texas Instruments, Hewlett-Packard et Casio, incluent habituellement une rangée des touches de fonction avec diverses fonctions (sur une calculatrice portable standard, ce serait la rangée supérieure des boutons sous l’écran). Sur les modèles les moins chers tels que TI-83, ceux-ci fonctionnent principalement comme une extension pour le clavier principal, mais sur les calculatrices de haut de gamme les fonctions de ces touches ne sont pas les mêmes, agissant parfois en tant que des touches de navigation.

- HP 9800 : des touches de F1 jusqu’à F8 sur deux rangées de quatre dans le côté supérieur gauche. Également sur les terminaux HP 2640.

- IBM 3270 : les premiers modèles ont 12 touches de fonction dans une matrice de 3 × 4, côté droit du clavier, plus tard 24 dans deux rangées sur le clavier.

- IBM 5250 : les premiers modèles ont fréquemment une touche de « cmd ». Les modèles postérieurs ont 12 touches de fonction dans des groupes de 4 (avec des touches MAJ. touche agissant en tant que F13-F24).

- Clavier de PC d’IBM de PS/2 : des touches F1 à F12 habituellement placées dans trois groupes de quatre en haut du clavier (les claviers originaux de PC d’IBM et de PC XT ont les touches de fonction F1 à F10, dans deux rangées verticales adjacentes en côté gauche). Beaucoup de claviers modernes de PC incluent également des touches spécialisées pour des fonctions multimédia et des fonctions du système d’exploitation.

- MCK-142 pro : deux groupes de touches de fonction F1-F12, un au-dessus des touches QWERTY et un vers la gauche.

- Sharp MZ-700 : des touches bleu de F1 à F5 dans une rangée horizontale à travers le côté supérieur gauche du clavier, les touches ont verticalement la moitié de la taille des touches ordinaires et deux fois la largeur.

- Les terminaux VT100 : quatre touches de fonction (PF1, alt ; PF2, help ; PF3, menu ; PF4) au-dessus du pavé numérique.

## Effets sur divers logiciels et systèmes d’exploitation
Sur Mac OS jusqu’à Mac OS 9, les touches de fonction ont pu être configurées par l’utilisateur, avec le panneau de commande de touches de fonction, pour lancer un programme ou pour lancer un AppleScript. Mac OS X assigne des fonctionnalités par défaut aux touches F9, F10, et F11 (Exposé) ; F12 (Dashboard) ; et F14, F15 (diminution/augmentation de contraste). Sur les nouveaux ordinateurs portables d’Apple, toutes les touches de fonction sont assignées à des actions de base telles que le contrôle de volume, contrôle de luminosité, verrouillage de pavé numérique (depuis les ordinateurs portables sont équipés d’un clavier numérique), et éjection des disques. Des fonctions logicielles peuvent être employées avec ces touches en pressant la touche Fn en même temps que la touche de fonction appropriée, et cet arrangement peut être renversé en changeant les préférences de système Mac OS X.
Sous MS-DOS, les différents programmes pouvaient décider de la signification de chaque touche de fonction ; la ligne de commande a ses propres fonctions. La touche F1 est progressivement devenue universellement associée à l’aide dans la plupart des programmes de Windows.
Sous l’environnement Windows, la touche F1 est souvent associée à l’aide (Microsoft Office, Chrome, Paint.NET). La touche F5 est utilisée comme demande d’actualisation dans beaucoup de navigateurs (FireFox, Opéra), ou liée à l'exécution de commandes de compilation/exécution (Sql Server Management Studio, Visual Studio), alors que la touche F11 sert généralement à y activer le mode plein écran. La combinaison de touches Alt+F4 y est couramment utilisée pour fermer une application, la touche F10 pour activer la barre de menu, alors que la combinaison de touches Shift+F10 active le Menu contextuel. La touche F2 est employée pour renommer des dossiers ou d’autres articles (Windows Explorer, par exemple). La touche F3 est souvent utilisée pour la navigation dans les résultats de recherche dans de nombreuses applications (le Bloc-Notes, Notepad++, Adobe Reader), la combinaison de touches Shift+F3 permettant de parcourir les résultats par ordre inverse.
Sous Linux, la combinaison de touches Ctrl+Alt+F1 jusqu’à Ctrl+Alt+F6 permet de changer de terminal. Quant à la combinaison Ctrl+Alt+F7, elle permet de retourner sur l’interface graphique si celle-ci a été lancée.
D’autres touches de fonction sont utilisées dans les autres applications de Microsoft Office : la touche F7 pour vérifier l’orthographe, Alt+F8 pour ouvrir la fenêtre de dialogue des macros.
Les touches de fonction sont également fortement utilisées dans l’interface du BIOS. Généralement pendant l’auto‑test au démarrage, pour accéder au BIOS on presse une touche de fonction ou la touche Suppr. pendant l’allumage de l’ordinateur. Dans le BIOS les touches de fonctions peuvent avoir différentes actions selon le BIOS. Cependant, la touche F10 permet de quitter et enregistrer les changements et de charger le système.